# カンポロッソ
カンポロッソ(伊: Camporosso)は、イタリア共和国リグーリア州インペリア県にある、人口約5,500人の基礎自治体（コムーネ）。

## 地理

### 位置・広がり

#### 隣接コムーネ
隣接するコムーネは以下の通り。
- ドルチェアックア
- サン・ビアージョ・デッラ・チーマ
- ヴァッレクロージア
- ヴェンティミーリア

### 地震分類
イタリアの地震リスク階級 (it) では、3 に分類される
。

## 行政

### 分離集落
カンポロッソには、以下の分離集落（フラツィオーネ）がある。
- Balloi, Brunetti, Camporosso Mare, Ciaixe, Magauda, San Giacomo, Trinità